# دهستان وورمسی
دهستان وورمسی (به لاتین: Vormsi Parish) یک منطقهٔ مسکونی در استونی است که در شهرستان لنه واقع شده‌است.

## خصوصیات
دهستان وورمسی ۹۲٫۹۳ کیلومترمربع مساحت و ۲۳۱ نفر جمعیت دارد.